# NBA All-Star Game 2011
Das NBA All-Star Game 2011 fand am 20. Februar 2011 in Los Angeles statt. Das 60. All-Star Game wurde im Staples Center ausgetragen, der Heimstätte der Los Angeles Lakers und der Los Angeles Clippers. Die beiden Vereine galten als offizielle Gastgeber des All-Star Games. Die Vergabe des All-Star Games nach Los Angeles wurde am 9. Juni 2009 von Commissioner David Stern bekanntgegeben. Es war nach 2004 das zweite Mal, dass das All-Star Game im Staples Center stattfand und nach 1963, 1972, 1983 und 2004 das fünfte Mal in Los Angeles.
Das Team der Western Conference gewann mit 148:143 gegen das Team der Eastern Conference. Kobe Bryant wurde mit 37 Punkten und 14 Rebounds zum MVP des All-Star Games gewählt. LeBron James war mit 29 Punkten, 12 Rebounds und 10 Assists der zweite Spieler nach Michael Jordan, der in einem All-Star Game ein triple-double erzielte.

## All-Star Game

### Trainer
Head Coaches der beiden All-Star-Teams sind traditionell die beiden Trainer, deren Mannschaft zwei Wochen vor dem Spiel die jeweilige Conference anführt. Für das Team der Western Conference war daher Gregg Popovich zuständig, Trainer der San Antonio Spurs. Die Mannschaft der Eastern Conference wurde vom Trainer der Boston Celtics, Doc Rivers, betreut.
Für beide war es ihre zweite Teilnahme als Head Coach eines All-Star-Teams.

### Kader
Die Spieler (2 Guards, 2 Forwards und 1 Center pro Conference), die per Fan-Voting die meisten Stimmen erhalten, dürfen in die Starting Five. Nach der Wahl suchen die 30 Head Coaches der NBA-Clubs weitere sieben Spieler für das Team ihrer Conference aus (fünf davon auf den fünf Positionen, zwei weitere positionsunabhängig), sodass insgesamt 24 Spieler bei diesem Event teilnehmen.
| Pos.          | Spieler           | Mannschaft             | Nominierung | Stimmen   |
| Starter       | Starter           | Starter                | Starter     | Starter   |
| ------------- | ----------------- | ---------------------- | ----------- | --------- |
| PG            | Chris Paul        | New Orleans Hornets    | 4.          | 1 281 591 |
| SG            | Kobe Bryant       | Los Angeles Lakers     | 13.         | 2 380 016 |
| SF            | Kevin Durant      | Oklahoma City Thunder  | 2.          | 1 736 728 |
| PF            | Carmelo Anthony   | Denver Nuggets         | 4.          | 1 299 849 |
| C             | Tim Duncan*       | San Antonio Spurs      | 13.         | 839 599   |
| Ersatzspieler |                   |                        |             |           |
| PG            | Deron Williams    | Utah Jazz              | 2.          | 657 806   |
| PG            | Russell Westbrook | Oklahoma City Thunder  | 1.          | 660 244   |
| SG            | Manu Ginobili     | San Antonio Spurs      | 2.          | 748 840   |
| PF            | Dirk Nowitzki     | Dallas Mavericks       | 10.         | 785 120   |
| PF            | Blake Griffin     | Los Angeles Clippers   | 1.          | 1 033 646 |
| PF            | Kevin Love*       | Minnesota Timberwolves | 1.          | 492 173   |
| PF/C          | Pau Gasol         | Los Angeles Lakers     | 4.          | 1 100 772 |
| Verletzte     |                   |                        |             |           |
| C             | Yao Ming*         | Houston Rockets        | 8.          | 1 146 426 |

| Pos.          | Spieler           | Mannschaft      | Nominierung | Stimmen   |
| Starter       | Starter           | Starter         | Starter     | Starter   |
| ------------- | ----------------- | --------------- | ----------- | --------- |
| PG            | Derrick Rose      | Chicago Bulls   | 2.          | 1 914 996 |
| SG            | Dwyane Wade       | Miami Heat      | 7.          | 2 048 175 |
| SF            | LeBron James      | Miami Heat      | 7.          | 2 053 011 |
| PF            | Amar'e Stoudemire | New York Knicks | 6.          | 1 674 995 |
| C             | Dwight Howard     | Orlando Magic   | 5.          | 2 099 204 |
| Ersatzspieler |                   |                 |             |           |
| PG            | Rajon Rondo       | Boston Celtics  | 2.          | 1 587 297 |
| SG            | Ray Allen         | Boston Celtics  | 10.         | 890 951   |
| SG            | Joe Johnson       | Atlanta Hawks   | 5.          | 224 571   |
| SF            | Paul Pierce       | Boston Celtics  | 9.          | 804 838   |
| PF            | Kevin Garnett     | Boston Celtics  | 14.         | 1 407 601 |
| PF            | Chris Bosh        | Miami Heat      | 6.          | 571 734   |
| C             | Al Horford        | Atlanta Hawks   | 2.          | 287 083   |

* Da Yao Ming verletzungsbedingt nicht teilnehmen konnte, berief Commissioner David Stern als Ersatz Kevin Love in die Mannschaft der Western Conference. Yao Mings Platz in der Startaufstellung wurde von Trainer Gregg Popovich an Tim Duncan vergeben.

### Statistiken
|               | POS | MIN   | FGM-A  | 3PM-A | FTM-A   | OFF | DEF | TOT | AST | PF | ST | TO | BS | BA | PTS |
| ------------- | --- | ----- | ------ | ----- | ------- | --- | --- | --- | --- | -- | -- | -- | -- | -- | --- |
| L. James      | F   | 32:20 | 10-18  | 0-3   | 9-10    | 2   | 10  | 12  | 10  | 3  | 0  | 4  | 0  | 0  | 29  |
| A. Stoudemire | F   | 28:04 | 11-20  | 1-2   | 6-6     | 3   | 3   | 6   | 2   | 0  | 0  | 1  | 1  | 1  | 29  |
| D. Howard     | C   | 21:17 | 2-4    | 0-2   | 1-2     | 2   | 5   | 7   | 1   | 4  | 1  | 2  | 0  | 0  | 5   |
| D. Rose       | G   | 29:56 | 5-13   | 0-1   | 1-2     | 1   | 2   | 3   | 5   | 0  | 1  | 1  | 0  | 2  | 11  |
| D. Wade       | G   | 20:16 | 6-9    | 0-1   | 2-2     | 1   | 3   | 4   | 2   | 2  | 1  | 4  | 0  | 0  | 14  |
| P. Pierce     |     | 11:12 | 2-6    | 1-3   | 1-2     | 0   | 1   | 1   | 2   | 0  | 0  | 3  | 0  | 1  | 6   |
| R. Rondo      |     | 20:34 | 3-5    | 0-0   | 0-0     | 2   | 0   | 2   | 8   | 0  | 0  | 2  | 0  | 0  | 6   |
| K. Garnett    |     | 07:32 | 2-3    | 0-0   | 0-0     | 0   | 5   | 5   | 2   | 0  | 0  | 0  | 1  | 0  | 4   |
| R. Allen      |     | 17:09 | 4-9    | 2-7   | 2-2     | 1   | 3   | 4   | 2   | 2  | 0  | 1  | 0  | 0  | 12  |
| C. Bosh       |     | 20:56 | 7-10   | 0-1   | 0-1     | 2   | 3   | 5   | 2   | 0  | 0  | 3  | 1  | 2  | 14  |
| A. Horford    |     | 10:20 | 1-3    | 0-0   | 0-0     | 1   | 2   | 3   | 0   | 2  | 0  | 0  | 1  | 1  | 2   |
| J. Johnson    |     | 20:26 | 4-11   | 3-9   | 0-1     | 1   | 1   | 2   | 2   | 1  | 3  | 0  | 0  | 0  | 11  |
| Gesamt        |     | 240   | 57-111 | 7-29  | ' 22-28 | 16  | 38  | 54  | 38  | 14 | 6  | 21 | 4  | 7  | 143 |

|              | POS | MIN   | FGM-A  | 3PM-A | FTM-A | OFF | DEF | TOT | AST | PF | ST | TO | BS | BA | PTS |
| ------------ | --- | ----- | ------ | ----- | ----- | --- | --- | --- | --- | -- | -- | -- | -- | -- | --- |
| C. Anthony   | F   | 22:44 | 4-10   | 0-1   | 0-0   | 3   | 4   | 7   | 2   | 3  | 1  | 2  | 1  | 0  | 8   |
| K. Durant    | F   | 30:00 | 11-23  | 4-11  | 8-8   | 0   | 3   | 3   | 2   | 3  | 2  | 0  | 2  | 0  | 34  |
| T. Duncan    | F   | 11:40 | 1-4    | 0-0   | 0-0   | 1   | 2   | 3   | 2   | 0  | 2  | 0  | 0  | 0  | 2   |
| K. Bryant    | G   | 29:21 | 14-26  | 2-7   | 7-8   | 10  | 4   | 14  | 3   | 2  | 3  | 4  | 0  | 1  | 37  |
| C. Paul      | G   | 28:32 | 3-7    | 2-3   | 2-2   | 1   | 3   | 4   | 7   | 3  | 5  | 3  | 0  | 1  | 10  |
| P. Gasol     |     | 24:22 | 8-13   | 0-1   | 1-2   | 6   | 1   | 7   | 2   | 3  | 0  | 1  | 2  | 0  | 17  |
| D. Williams  |     | 17:53 | 2-7    | 1-3   | 0-0   | 0   | 1   | 1   | 7   | 0  | 1  | 2  | 1  | 0  | 5   |
| D. Nowitzki  |     | 14:14 | 3-8    | 0-1   | 0-0   | 0   | 5   | 5   | 1   | 0  | 1  | 0  | 1  | 0  | 6   |
| M. Ginobili  |     | 20:43 | 2-7    | 0-3   | 3-4   | 1   | 2   | 3   | 5   | 3  | 3  | 2  | 0  | 0  | 7   |
| B. Griffin   |     | 14:39 | 4-6    | 0-0   | 0-0   | 2   | 3   | 5   | 5   | 0  | 0  | 0  | 0  | 0  | 8   |
| K. Love      |     | 11:44 | 1-3    | 0-0   | 0-0   | 0   | 4   | 4   | 1   | 0  | 0  | 1  | 0  | 0  | 2   |
| R. Westbrook |     | 14:08 | 6-12   | 0-1   | 0-2   | 3   | 2   | 5   | 2   | 1  | 0  | 0  | 0  | 2  | 12  |
| Gesamt       |     | 240   | 59-126 | 9-31  | 21-26 | 27  | 34  | 61  | 39  | 18 | 18 | 15 | 7  | 4  | 148 |

### Musikalische Auftritte

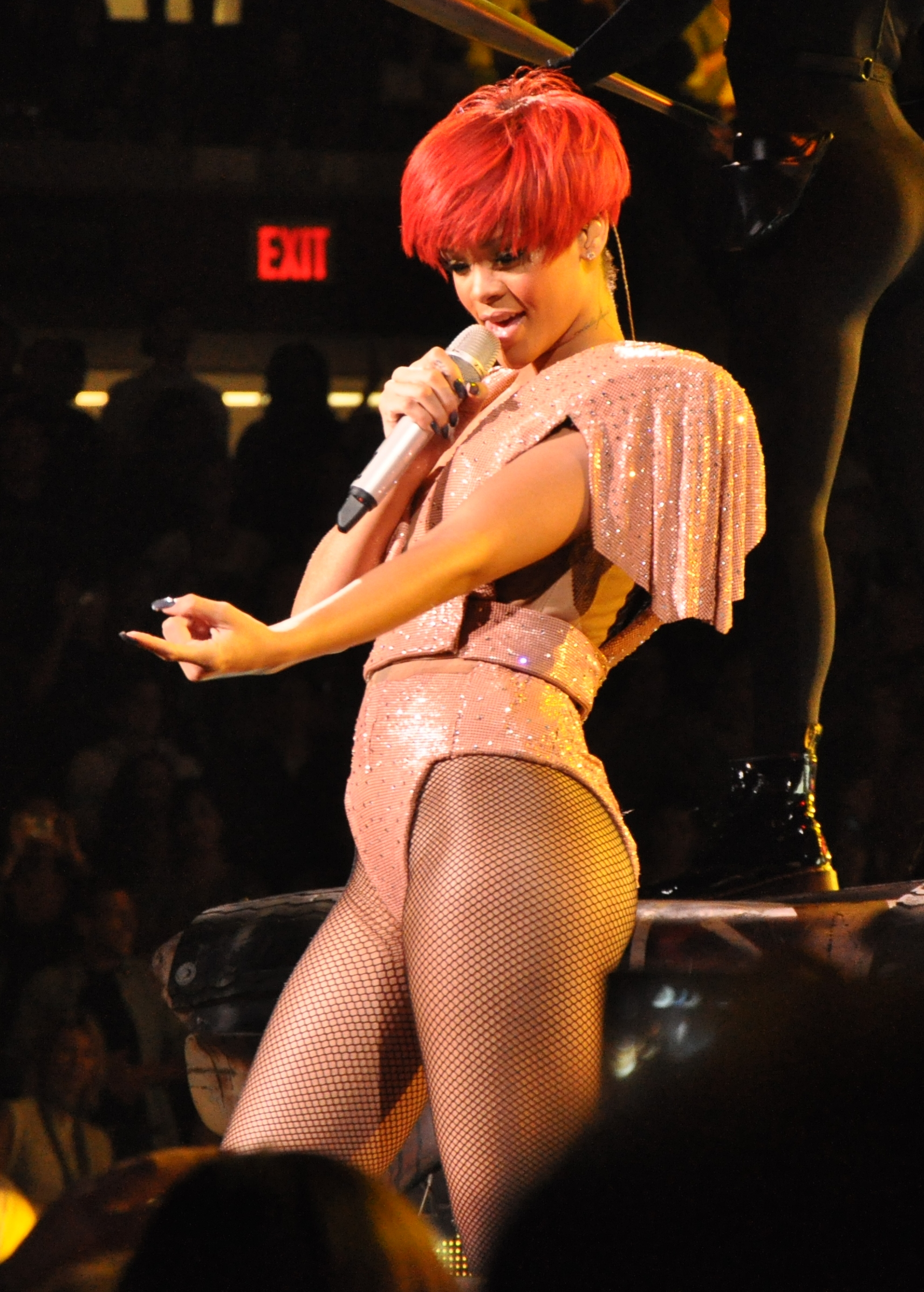
R&B-Sängerin Rihanna unterhielt die Zuschauer während der Halbzeitpause

Rocksänger Lenny Kravitz führte musikalisch die Spielervorstellung ein. Vor Spielbeginn wurde die amerikanische Nationalhymne von Josh Groban und die kanadische Nationalhymne von Melanie Fiona gesungen. In der Halbzeitpause des All-Star Games unterhielt R&B-Sängerin Rihanna die Zuschauer.

## Weitere Veranstaltungen des Wochenendes

### T-Mobile Rookie Challenge
Das T-Mobile Rookie Challenge findet im Rahmenprogramm des NBA All-Star Weekends statt. Es ist das Aufeinandertreffen der jeweils besten Rookies und Sophomores, den Spielern im ersten bzw. zweiten Profijahr. Die Teilnehmer wurden durch eine Wahl von den Co-Trainern der Liga bestimmt und am 1. Februar 2011 bekanntgegeben.
| G                                                 | Eric Bledsoe     | Los Angeles Clippers   |
| C                                                 | DeMarcus Cousins | Sacramento Kings       |
| F                                                 | Derrick Favors   | New Jersey Nets        |
| G                                                 | Landry Fields    | New York Knicks        |
| F                                                 | Blake Griffin    | Los Angeles Clippers   |
| G                                                 | Wesley Johnson   | Minnesota Timberwolves |
| C                                                 | Greg Monroe      | Detroit Pistons        |
| G                                                 | Gary Neal        | San Antonio Spurs      |
| G                                                 | John Wall        | Washington Wizards     |
| Cheftrainer: Mike Budenholzer (San Antonio Spurs) |                  |                        |
| Co-Trainer: Amar'e Stoudemire (New York Knicks)   |                  |                        |
| Co-Trainer: Kevin McHale                          |                  |                        |

| C                                            | DeJuan Blair     | San Antonio Spurs      |
| G                                            | Stephen Curry    | Golden State Warriors  |
| G                                            | James Harden*    | Oklahoma City Thunder  |
| G                                            | DeMar DeRozan    | Toronto Raptors        |
| F                                            | Taj Gibson       | Chicago Bulls          |
| G                                            | Jrue Holiday     | Philadelphia 76ers     |
| F/C                                          | Serge Ibaka      | Oklahoma City Thunder  |
| G                                            | Brandon Jennings | Milwaukee Bucks        |
| G                                            | Wesley Matthews  | Portland Trail Blazers |
| Cheftrainer: Lawrence Frank (Boston Celtics) |                  |                        |
| Co-Trainer: Carmelo Anthony (Denver Nuggets) |                  |                        |
| Co-Trainer: Steve Kerr                       |                  |                        |

* James Harden ersetzte den verletzten Tyreke Evans von den Sacramento Kings im Team der Sophomores.
Das Spiel endete mit einem 148:140-Sieg der Rookies über die Sophomores. John Wall wurde mit 12 Punkten und 22 Assists zum MVP des Spieles gewählt.

### Sprite Slam Dunk Contest
Am 5. Januar wurden die vier Teilnehmer des Slam Dunk Contests bekanntgegeben: Blake Griffin, JaVale McGee, Serge Ibaka und Brandon Jennings. Diesmal wurde den Teilnehmern auch ein Dunk Coach zur Seite gestellt, der mit ihnen die Dunks einübte. Griffins Coach war Kenny Smith, McGees Coach war Chris Webber. Ibakas Coach war sein Teamkollege Kevin Durant und Jennings Coach war Darryl Dawkins. Als Ersatz für den verletzten Brandon Jennings wurde DeMar DeRozan nominiert.
| Position | Spieler       | Team                  | Größe | Gewicht | Erste Runde | Erste Runde | Erste Runde | Finale  |
| Position | Spieler       | Team                  | Größe | Gewicht | 1. Dunk     | 2. Dunk     | Insgesamt   | Stimmen |
| -------- | ------------- | --------------------- | ----- | ------- | ----------- | ----------- | ----------- | ------- |
| PF       | Blake Griffin | Los Angeles Clippers  | 2,08  | 114     | 49          | 46          | 95          | 68 %    |
| C        | JaVale McGee  | Washington Wizards    | 2,13  | 114     | 50          | 49          | 99          | 32 %    |
| G/F      | DeMar DeRozan | Toronto Raptors       | 2,01  | 100     | 44          | 50          | 94          | -       |
| PF       | Serge Ibaka   | Oklahoma City Thunder | 2,08  | 107     | 45          | 45          | 90          | -       |

JaVale McGee erhielt in der ersten Runde von der Jury 99 von 100 möglichen Punkten, während Blake Griffin sich nur knapp, mit einem Punkt Vorsprung auf DeMar DeRozan für die Finalrunde qualifizieren konnte. In der Finalrunde setzte er sich dann mit 68 % der Fanstimmen gegen McGee durch.

### Foot Locker Three-Point Shootout
Beim Foot Locker Three-Point Shootout müssen die Spieler innerhalb von einer Minute, von fünf verschiedenen Stationen, so viele Dreipunktwürfe wie möglich verwandeln. Angefangen wird in der Ecke, dann bewegen sich die Spieler an der Dreipunktelinie entlang, bis sie die andere Ecke erreicht haben. Jede Station hat vier Bälle und einen bunten Money Ball, der zwei Punkte zählt.
| Position | Spieler       | Mannschaft            | Größe  | Gewicht  | Vorrunde | Finalrunde |
| -------- | ------------- | --------------------- | ------ | -------- | -------- | ---------- |
| SG       | James Jones   | Miami Heat            | 2,03 m | 97,5 kg  | 16       | 20         |
| SF       | Paul Pierce   | Boston Celtics        | 2,01 m | 106,6 kg | 12       | 18         |
| SG       | Ray Allen     | Boston Celtics        | 1,96 m | 93,0 kg  | 20       | 15         |
| SF       | Dorell Wright | Golden State Warriors | 2,06 m | 93,0 kg  | 11       | –          |
| PG       | Daniel Gibson | Cleveland Cavaliers   | 1,88 m | 90,7 kg  | 7        | –          |
| SF       | Kevin Durant  | Oklahoma City Thunder | 2,06 m | 104,3 kg | 6        | –          |

In der Finalrunde konnte sich James Jones von den Miami Heat gegen Ray Allen und den Vorjahressieger Paul Pierce durchsetzen.

### Taco Bell Skills Challenge
An der Taco Bell Skills Challenge nahmen fünf Spieler teil. Während des Wettbewerbs müssen die Teilnehmer Dribbel- und Passparcours absolvieren und an einer Wurfstation werfen.
Chris Paul, der bereits drei Mal teilgenommen hatte, war automatisch qualifiziert. Als seine vier Gegner wurden bei einer Fanabstimmung zwischen acht Kandidaten Stephen Curry, Derrick Rose, John Wall und Russell Westbrook ausgewählt. Für die Finalrunde qualifizierten sich Westbrook und Curry, im Finale setzte sich dann Curry mit einer Zeit von 28,2 Sekunden gegen Westbrook durch.
| Position | Spieler           | Team                  | Größe  | Gewicht | Erste Runde | Finalrunde |
| -------- | ----------------- | --------------------- | ------ | ------- | ----------- | ---------- |
| PG       | Stephen Curry     | Golden State Warriors | 1,91 m | 84 kg   | 34,1        | 28,2       |
| PG       | Russell Westbrook | Oklahoma City Thunder | 1,91 m | 87 kg   | 30,0        | 44,2       |
| PG       | Derrick Rose      | Chicago Bulls         | 1,91 m | 86 kg   | 35,7        | -          |
| PG       | John Wall         | Washington Wizards    | 1,93 m | 89 kg   | 39,3        | -          |
| PG       | Chris Paul        | New Orleans Hornets   | 1,83 m | 77 kg   | 42,7        | -          |

### Haier Shooting Stars Competition
| Stadt/Bundesstaat | Team-Mitglieder      | Team                     | Erste Runde | Finalrunde |
| ----------------- | -------------------- | ------------------------ | ----------- | ---------- |
| Atlanta           | Al Horford           | Atlanta Hawks            | 47,6        | 1:10       |
| Atlanta           | Coco Miller          | Atlanta Dream            | 47,6        | 1:10       |
| Atlanta           | Steve Smith          | Atlanta Hawks            | 47,6        | 1:10       |
| Texas             | Dirk Nowitzki        | Dallas Mavericks         | 31,8        | DNF        |
| Texas             | Roneeka Hodges       | San Antonio Silver Stars | 31,8        | DNF        |
| Texas             | Kenny Smith          | Houston Rockets          | 31,8        | DNF        |
| Los Angeles       | Pau Gasol            | Los Angeles Lakers       | 55,8        | —          |
| Los Angeles       | Tina Thompson        | Los Angeles Sparks       | 55,8        | —          |
| Los Angeles       | Rick Fox             | Los Angeles Lakers       | 55,8        | —          |
| Chicago           | Taj Gibson           | Chicago Bulls            | 1:06        | —          |
| Chicago           | Catherine Kraayeveld | Chicago Sky              | 1:06        | —          |
| Chicago           | Steve Kerr           | Chicago Bulls            | 1:06        | —          |

Beim Haier Shooting Stars Competition konnte sich das Team Atlanta in der Finalrunde gegen das Team Texas durchsetzen.